# Dover Corporation
Die Dover Corporation ist ein US-amerikanisches Industriegüterunternehmen. 
Dover entstand 1955 durch die Zusammenführung von vier ursprünglich unabhängigen Unternehmen des Maschinenbaus. 1955 markiert auch das Datum des Börsengangs an der NYSE. Dieser Ursprung führte dazu, dass die verschiedenen Divisionen als eigenständige Teilunternehmen geführt wurden. Diese dezentrale Leitung wurde bis heute aufrechterhalten. Daneben ist Dover für eine stark übernahmegetriebene Wachstumsstrategie bekannt.
Die drei Hauptdivisionen heißen „Fluids“ (Fittings, Filtrationssysteme, Pumpen, Flüssigkeitshandhabung), „Refrigeration and Food Equipment“ (Kühlanlagen, Wärmetauscher, Ausrüstung für die Dosenherstellung) und „Engineered Systems“ (mechanische und elektronische Komponenten, Digitaldruckmaschinen usw.).
Das Geschäft mit Personenaufzügen wurde 1999 an Thyssen veräußert.
Im Oktober 2023 verkündete der deutsche Stabilus-Konzern, das US-amerikanische Unternehmen Destaco für 640 Millionen Euro von der Dover Corporation übernehmen zu wollen. Destaco erwirtschaftete mit Spann-, Greif- und Positioniersystemen im Geschäftsjahr 2022 einen Umsatz von 213 Millionen US-Dollar.